# Distriktsrabbinat Bamberg
Das Distriktsrabbinat Bamberg  entstand 1826 in Bamberg im nördlichen Bayern. Das bayerische Judenedikt von 1813 schrieb die Bildung von Distriktsrabbinaten in Bayern vor und diese wurden bis 1825/26 geschaffen.
1907 übernahm das Distriktsrabbinat Bamberg zugleich das Distriktsrabbinat Burgebrach und Adelsdorf. 

## Aufgaben
Die Aufgaben umfassten  Beratungen über Schulangelegenheiten, die Verwaltung von Stiftungen und die Verteilung von Almosen. Zur Finanzierung der Distriktsrabbinate wurden Umlagen von den einzelnen jüdischen Gemeinden bezahlt.

## Gemeinden des Distriktsrabbinats
Zugehörige Gemeinden ab 1826:
- Jüdische Gemeinde Bamberg
- Jüdische Gemeinde Burgellern
- Jüdische Gemeinde Buttenheim
- Jüdische Gemeinde Demmelsdorf
- Jüdische Gemeinde Gunzendorf
- Jüdische Gemeinde Hirschaid
- Jüdische Gemeinde Scheßlitz
- Jüdische Gemeinde Zeckendorf

Zugehörige Gemeinden ab 1907: zuzüglich der Gemeinden der Distriktsrabbinate Adelsdorf und Burgebrach (außer Aschbach).
1935 zugehörige, teilweise vereinigte, Kultusgemeinden:
- Jüdische Gemeinde Adelsdorf
- Jüdische Gemeinde Bamberg
- Jüdische Gemeinde Demmelsdorf-Scheßlitz
- Jüdische Gemeinde Ermreuth
- Jüdische Gemeinde Forchheim
- Jüdische Gemeinde Hagenbach-Wannbach (das Datum der Auflösung der Gemeinde ist unklar)
- Jüdische Gemeinde Hirschaid-Buttenheim
- Jüdische Gemeinde Mühlhausen
- Jüdische Gemeinde Trabelsdorf-Walsdorf
- Jüdische Gemeinde Zeckendorf

## Distriktsrabbiner
- ab 1826: Samson Wolf Rosenfeld (1782–1862), vorher Distriktsrabbiner in Uehlfeld
- 1866 bis 1882: Joseph Koback
- 1888 bis 1926: Adolf Eckstein (1857–1935)
- 1926 bis 1929: Schlomo Friedrich Rülf
- 1930 bis 1939: Max Katten